# Бокс на літніх Олімпійських іграх 2020
Змагання з боксу на літніх Олімпійських іграх 2020 пройшли з 21 липня по 8 серпня 2021 року. Було розіграно 13 комплектів нагород.
22 травня 2019 року Міжнародний олімпійський комітет (IOC) ухвалив рішення відсторонити Міжнародну асоціацію аматорського боксу (AIBA) від проведення олімпійського турніру. Обов'язки організатора було покладено на Мурінарі Ватанабе, президента Міжнародної федерації гімнастики (FIG).

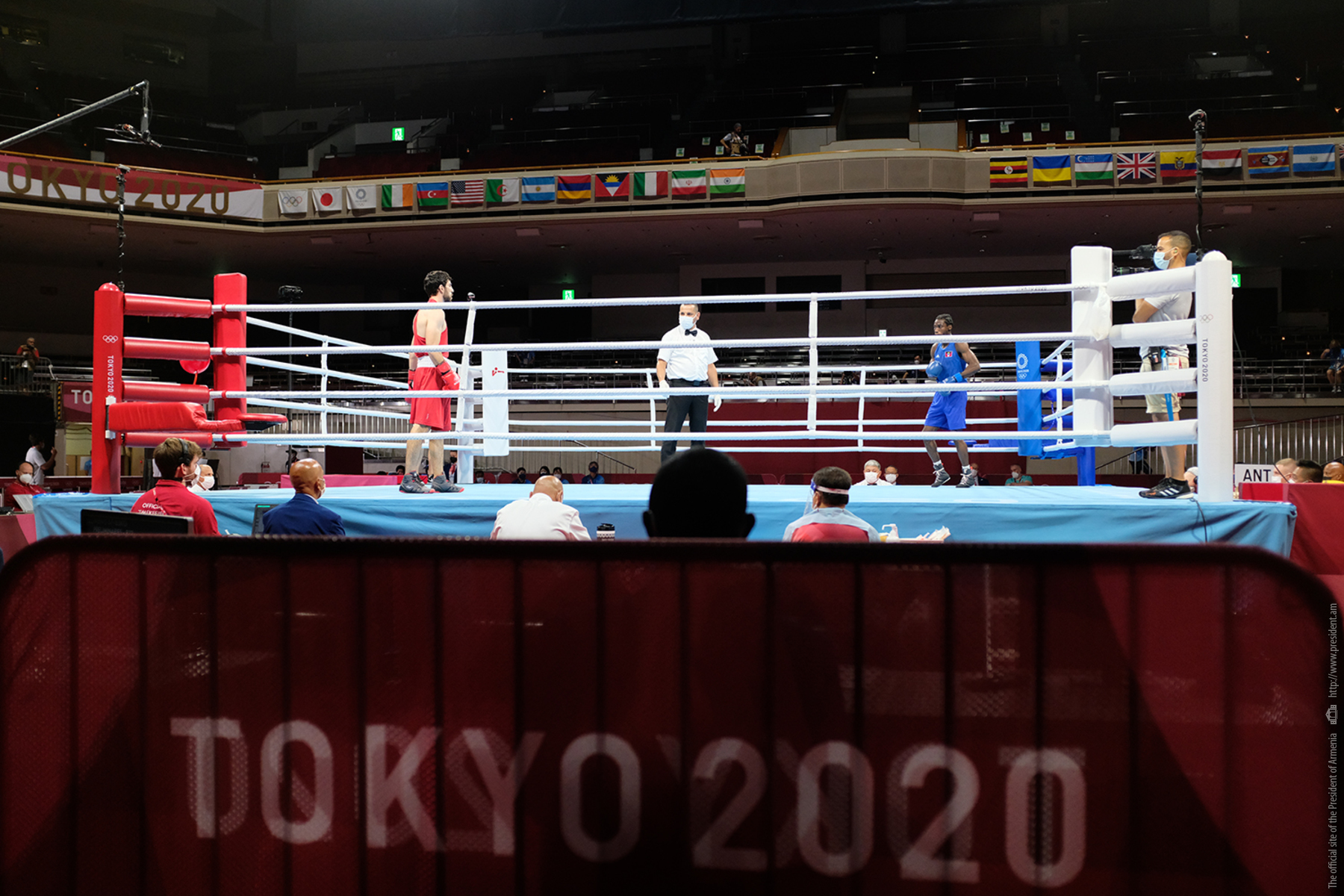
Ryōgoku Kokugikan

## Формат змагань
У порівнянні зі змаганнями що відбулися у 2016 році відбулися зміни у вагових категоріях, у яких були розіграні медалі. Кількість вагових категорій серед чоловіків зменшилася із 10 до 8. Натомість кількість вагових категорій серед жінок збільшилася із 3 до 5. З олімпійської програми були виключені перша найлегша та перша напівсередня вагові категорії.
Чоловіки змагалися у таких десяти вагових категоріях:
- Найлегша (до 52 кг)
- Напівлегка (до 57 кг)
- Легка (до 63 кг)
- Напівсередня (до 69 кг)
- Середня (до 75 кг)
- Напівважка (до 81 кг)
- Важка (до 91 кг)
- Надважка (понад 91 кг)

Жінки змагалися у таких вагових категоріях:
- Найлегша (до 51 кг)
- Напівлегка (до 57 кг)
- Легка (до 60 кг)
- Напівсередня (до 69 кг)
- Середня (до 75 кг)

## Кваліфікація
Кожний Олімпійський комітет міг бути представлений одним спортсменом у кожному виді програми. 6 квот зарезервовано для країни-господарки Японії (4 для чоловіків та 2 для жінок). Ще 8 квот (5 для чоловіків та 3 для жінок) отримали спортсмени за рішенням Трьохсторонньої комісії. 
Для всіх країн квоти були розіграні на континентальних кваліфікаційних турнірах у період із січня по квітень 2020 року. У травні 2020 року було проведено світовий кваліфікаційний турнір, для спортсменів, які не зуміли пройти кваліфікацію до цього.

## Розклад змагань
| Р32 | Раунд 32 | Р16 | Раунд 16 | ЧФ | Чвертьфінал | ПФ | Півфінал | Ф | Фінал |

| Дата                         | 25.07 | 25.07 | 26.07 | 26.07 | 27.07 | 27.07 | 28.07 | 28.07 | 29.07 | 29.07 | 30.07 | 30.07 | 31.07 | 31.07 | 1.08 | 1.08 | 2.08 | 2.08 | 3.08 | 3.08 | 4.08 | 4.08 | 5.08 | 5.08 | 6.08 | 6.08 | 7.08 | 7.08 | 8.08 | 8.08 | 9.08 | 9.08 |
| Дисципліна                   | Р     | В     | Р     | В     | Р     | В     | Р     | В     | Р     | В     | Р     | В     | Р     | В     | Р    | В    | Р    | В    | Р    | В    | Р    | В    | Р    | В    | Р    | В    | Р    | В    | Р    | В    | Р    | В    |
| ---------------------------- | ----- | ----- | ----- | ----- | ----- | ----- | ----- | ----- | ----- | ----- | ----- | ----- | ----- | ----- | ---- | ---- | ---- | ---- | ---- | ---- | ---- | ---- | ---- | ---- | ---- | ---- | ---- | ---- | ---- | ---- | ---- | ---- |
| Найлегша вага (чоловіки)     |       |       |       |       |       |       |       |       | Р32   | Р32   |       |       |       |       | Р16  | Р16  |      |      |      |      | ЧФ   | ЧФ   |      |      | ПФ   |      |      |      | Ф    |      |      |      |
| Напівлегка вага (чоловіки)   |       |       |       |       | Р32   | Р32   |       |       |       |       | Р16   | Р16   |       |       |      |      | ЧФ   | ЧФ   |      |      | ПФ   | ПФ   |      |      | Ф    |      |      |      |      |      |      |      |
| Легка вага (чоловіки)        |       |       |       |       |       |       | Р32   | Р32   |       |       |       |       |       |       | Р16  | Р16  |      |      |      |      | ЧФ   | ЧФ   |      |      |      |      | ПФ   |      |      |      | Ф    |      |
| Напівсередня вага (чоловіки) | Р32   | Р32   |       |       | Р16   | Р16   |       |       |       |       |       |       | ЧФ    | ЧФ    |      |      | ПФ   | ПФ   |      |      |      | Ф    |      |      |      |      |      |      |      |      |      |      |
| Середня вага (чоловіки)      |       |       | Р32   | Р32   |       |       |       |       |       |       | Р16   | Р16   |       |       |      |      | ЧФ   | ЧФ   |      |      |      |      |      |      | ПФ   |      |      |      | Ф    |      |      |      |
| Напівважка вага (чоловіки)   | Р32   | Р32   |       |       |       |       | Р16   | Р16   |       |       |       |       | ЧФ    | ЧФ    |      |      | ПФ   | ПФ   |      |      |      |      | Ф    |      |      |      |      |      |      |      |      |      |
| Важка вага (чоловіки)        | Р16   | Р16   |       |       |       |       |       |       |       |       |       |       | ЧФ    | ЧФ    |      |      |      |      |      |      | ПФ   | ПФ   |      |      |      |      | Ф    |      |      |      |      |      |
| Надважка вага (чоловіки)     |       |       | Р16   | Р16   |       |       |       |       |       |       |       |       |       |       |      |      | ЧФ   | ЧФ   |      |      |      |      | ПФ   |      |      |      |      |      |      |      | Ф    |      |
| Найлегша (жінки)             |       |       | Р32   | Р32   |       |       |       |       |       |       | Р16   | Р16   |       |       |      |      | ЧФ   | ЧФ   |      |      |      |      | ПФ   |      |      |      |      |      | Ф    |      |      |      |
| Напівлегка (жінки)           | Р32   | Р32   |       |       | Р16   | Р16   |       |       | ЧФ    | ЧФ    |       |       |       |       | ПФ   | ПФ   |      |      |      |      | Ф    |      |      |      |      |      |      |      |      |      |      |      |
| Легка (жінки)                |       |       |       |       |       |       |       |       | Р32   | Р32   |       |       | Р16   | Р16   |      |      |      |      |      |      | ЧФ   | ЧФ   |      |      | ПФ   |      |      |      |      |      | Ф    |      |
| Найпівсередня (жінки)        |       |       | R32   | R32   |       |       | Р16   | Р16   |       |       |       |       | ЧФ    | ЧФ    |      |      |      |      |      |      |      |      | ПФ   |      |      |      |      |      | Ф    |      |      |      |
| Середня (жінки)              |       |       |       |       |       |       |       |       | Р16   | Р16   |       |       |       |       | ЧФ   | ЧФ   |      |      |      |      |      |      |      |      |      |      | ПФ   |      |      |      | Ф    |      |

## Медалі

### Таблиця медалей
*   Країна-господарка (Японія)
| Місце                | Країна                     | Золото | Срібло | Бронза | Загалом |
| -------------------- | -------------------------- | ------ | ------ | ------ | ------- |
| 1                    | Куба                       | 4      | 0      | 1      | 5       |
| 2                    | Велика Британія            | 2      | 2      | 2      | 6       |
| 3                    | Олімпійський комітет Росії | 1      | 1      | 4      | 6       |
| 4                    | Бразилія                   | 1      | 1      | 1      | 3       |
| 5                    | Туреччина                  | 1      | 1      | 0      | 2       |
| 6                    | Японія*                    | 1      | 0      | 2      | 3       |
| 7                    | Ірландія                   | 1      | 0      | 1      | 2       |
| 8                    | Болгарія                   | 1      | 0      | 0      | 1       |
| 8                    | Узбекистан                 | 1      | 0      | 0      | 1       |
| 10                   | США                        | 0      | 3      | 1      | 4       |
| 11                   | Філіппіни                  | 0      | 2      | 1      | 3       |
| 12                   | Китай                      | 0      | 2      | 0      | 2       |
| 13                   | Україна                    | 0      | 1      | 0      | 1       |
| 14                   | Казахстан                  | 0      | 0      | 2      | 2       |
| 15                   | Індія                      | 0      | 0      | 1      | 1       |
| 15                   | Італія                     | 0      | 0      | 1      | 1       |
| 15                   | Австралія                  | 0      | 0      | 1      | 1       |
| 15                   | Азербайджан                | 0      | 0      | 1      | 1       |
| 15                   | Вірменія                   | 0      | 0      | 1      | 1       |
| 15                   | Гана                       | 0      | 0      | 1      | 1       |
| 15                   | Китайський Тайбей          | 0      | 0      | 1      | 1       |
| 15                   | Нова Зеландія              | 0      | 0      | 1      | 1       |
| 15                   | Нідерланди                 | 0      | 0      | 1      | 1       |
| 15                   | Тайланд                    | 0      | 0      | 1      | 1       |
| 15                   | Фінляндія                  | 0      | 0      | 1      | 1       |
| Загалом (25 збірних) | Загалом (25 збірних)       | 13     | 13     | 26     | 52      |

### Медалісти
Чоловіки
Кубинські боксери здобули найбільшу кількість (4) золотих медалей. Троє з них (Роніель Іглесіас, Арлен Лопес та Хуліо Сезар Ла Круз) стали дворазовими олімпійськими чемпіонами.
| Дисципліна                              | Золото                    | Срібло                      | Бронза                   |
| --------------------------------------- | ------------------------- | --------------------------- | ------------------------ |
| Найлегша вага (до 52 кг) докладніше     | Галал Яфай (GBR)          | Карло Паалам (PHI)          | Ріомей Танака (JPN)      |
| Найлегша вага (до 52 кг) докладніше     | Галал Яфай (GBR)          | Карло Паалам (PHI)          | Сакен Бібоссінов (KAZ)   |
| Напівлегка вага (до 57 кг) докладніше   | Альберт Батиргазієв (ROC) | Дюк Рейган (USA)            | Лазаро Альварес (CUB)    |
| Напівлегка вага (до 57 кг) докладніше   | Альберт Батиргазієв (ROC) | Дюк Рейган (USA)            | Самуель Такий (GHA)      |
| Легка вага (до 63 кг) докладніше        | Енді Круз Гомес (CUB)     | Кейшон Девіс (USA)          | Оганес Бачков (ARM)      |
| Легка вага (до 63 кг) докладніше        | Енді Круз Гомес (CUB)     | Кейшон Девіс (USA)          | Гаррісон Гарсайд (AUS)   |
| Напівсередня вага (до 69 кг) докладніше | Роніель Іглесіас (CUB)    | Пет Маккормак (GBR)         | Айдан Волш (IRL)         |
| Напівсередня вага (до 69 кг) докладніше | Роніель Іглесіас (CUB)    | Пет Маккормак (GBR)         | Андрій Замковий (ROC)    |
| Селедня вага (до 75 кг) докладніше      | Еберт Консейсау (BRA)     | Олександр Хижняк (UKR)      | Гліб Бакши (ROC)         |
| Селедня вага (до 75 кг) докладніше      | Еберт Консейсау (BRA)     | Олександр Хижняк (UKR)      | Еумір Марсіаль (PHI)     |
| Напівважка вага (до 81 кг) докладніше   | Арлен Лопес (CUB)         | Бенджамін Віттакер (GBR)    | Лорен Альфонсо (AZE)     |
| Напівважка вага (до 81 кг) докладніше   | Арлен Лопес (CUB)         | Бенджамін Віттакер (GBR)    | Імам Хатаєв (ROC)        |
| Важка вага (до 91 кг) докладніше        | Хуліо Сезар Ла Круз (CUB) | Муслім Гаджімагомедов (ROC) | Абнер Тейшейра (BRA)     |
| Важка вага (до 91 кг) докладніше        | Хуліо Сезар Ла Круз (CUB) | Муслім Гаджімагомедов (ROC) | Девід Н'їка (NZL)        |
| Надважка вага (понад 91 кг) докладніше  | Баходір Жалолов (UZB)     | Річард Торрез (USA)         | Фрейзер Кларк (GBR)      |
| Надважка вага (понад 91 кг) докладніше  | Баходір Жалолов (UZB)     | Річард Торрез (USA)         | Камшибек Кункабаєв (KAZ) |

Жінки
| Дисципліна                              | Золото                  | Срібло                  | Бронза                      |
| --------------------------------------- | ----------------------- | ----------------------- | --------------------------- |
| Найлегша вага (до 51 кг) докладніше     | Стойка Крастева (BUL)   | Бусеназ Чакироглу (TUR) | Тсукімі Намікі (JPN)        |
| Найлегша вага (до 51 кг) докладніше     | Стойка Крастева (BUL)   | Бусеназ Чакироглу (TUR) | Хуан Сяовень (TPE)          |
| Напівлегка вага (до 57 кг) докладніше   | Сена Іріє (JPN)         | Несті Петесіо (PHI)     | Ірма Теста (ITA)            |
| Напівлегка вага (до 57 кг) докладніше   | Сена Іріє (JPN)         | Несті Петесіо (PHI)     | Каррісс Артінгстол (GBR)    |
| Легка вага (до 60 кг) докладніше        | Келлі Гаррінгтон (IRL)  | Беатріс Феррейра (BRA)  | Сісонді Судапорн (THA)      |
| Легка вага (до 60 кг) докладніше        | Келлі Гаррінгтон (IRL)  | Беатріс Феррейра (BRA)  | Міра Потконен (FIN)         |
| Напівсередня вага (до 69 кг) докладніше | Бусеназ Сюрменелі (TUR) | Гу Хон (CHN)            | Ловліна Боргохайн (IND)     |
| Напівсередня вага (до 69 кг) докладніше | Бусеназ Сюрменелі (TUR) | Гу Хон (CHN)            | Оше Джонс (USA)             |
| Середня вага (до 75 кг) докладніше      | Лорен Прайс (GBR)       | Лі Цянь (CHN)           | Нушка Фонтейн (NED)         |
| Середня вага (до 75 кг) докладніше      | Лорен Прайс (GBR)       | Лі Цянь (CHN)           | Земфіра Магомедалієва (ROC) |